# Conrado Moreno
Conrado Segismundo Moreno Szypowski (ur. 22 listopada 1981 w Madrycie) – polsko-hiszpański konferansjer, aktor i prezenter telewizyjny i radiowy, osobowość medialna. Popularność zyskał dzięki występom w programie Europa da się lubić w TVP2.

## Życiorys
Jest synem Hiszpana i Polki. Dzieciństwo spędził w Hiszpanii, a jako dziecko uczęszczał na zajęcia do szkoły baletowej w Madrycie. W wieku 12 lat przeniósł się z rodziną do Polski. Jest prawnukiem płk. Jana Szypowskiego.

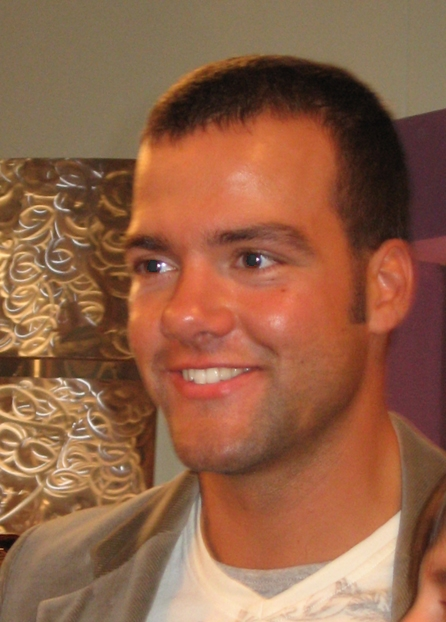
Moreno (2007)

Jest absolwentem XLVII Liceum Ogólnokształcącego im. Stanisława Wyspiańskiego w Warszawie. W okresie licealnym prowadził teatr amatorski. Studiował stosunki międzynarodowe na uniwersytecie Collegium Civitas w Warszawie. Komunikuje się w językach: hiszpańskim, polskim, angielskim i hebrajskim. Przed rozpoczęciem kariery medialnej dorabiał, udzielając korepetycji z języka hiszpańskiego.
W latach 2003–2008 występował jako przedstawiciel Hiszpanii w talk-show TVP2 Europa da się lubić promującym przystąpienie Polski do Unii Europejskiej. W następnych latach uczestniczył w programach rozrywkowych: Taniec z gwiazdami (2005), Gwiazdy tańczą na lodzie (2008) i Fort Boyard (2008). W 2008 współprowadził program turystyczny Okno na świat w TVP Info.
1 kwietnia 2011 został jednym z prowadzących losowania Totalizatora Sportowego w Studiu Lotto. Występował w przedstawieniu estradowym Rozśpiewana Europa. W 2009 został współorganizatorem Festiwalu Flamenco w Warszawie. W 2010 nakładem wydawnictwa Pascal wydał książkę pt. „Mój Madryt”. Pracuje jako konferansjer. Pracował w redakcji Radia Warszawa, a od grudnia 2015 prowadzi audycje w Polskim Radiu RDC.

## Życie prywatne
W 2009 w kościele św. Stanisława Biskupa w Kramsku poślubił Katarzynę Jurzyk, z którą ma syna Gabriela (ur. 14 października 2011). Z Karoliną Kuszkowską ma córkę Maribel (ur. 14 grudnia 2019).